# Athyrium lanceolatum
Athyrium lanceolatum là một loài dương xỉ trong họ Athyriaceae. Loài này được Heufl. mô tả khoa học đầu tiên năm 1856.
Danh pháp khoa học của loài này chưa được làm sáng tỏ. 